# Біржовий інвестиційний фонд
Біржовий інвестиційний фонд (англ. exchange-traded fund, ETF) — індексний фонд, паї (акції) якого торгуються на біржі. Структура ETF повторює структуру обраного базового індексу. На відміну від індексного ПІФа, з акціями ETF можна робити всі ті ж самі операції, які доступні для звичайних акцій у біржовій торгівлі. У цьому основна перевага ETF перед ПІФ — операції по акціях ETF можуть відбуватися протягом всього торгового дня, і їх ціна змінюється залежно від активності учасників ринку. Фактично ETF є новим видом цінних паперів[джерело?], які виконують роль сертифіката емісії на портфель акцій, облігацій, біржових товарів.
Акціями (паями) звичайного ПІФу не можна торгувати на біржі — для їх купівлі та продажу існує особлива процедура, затверджена законом і статутом фонду: їх вартість оновлюється тільки після закриття торгів шляхом ділення на кількість паїв вартості усіх чистих активів фонду. У той же час акції ETF-фонду можна придбати безпосередньо. Із цього факту випливають відмінності між особливостями інвестування в ETF-фонд й у звичайний ПІФ.
Акції ETF-фонду мають вищу ліквідність: якщо паї ПІФу можна продавати й купувати лише один раз на добу, то акції ETF-фонду можна купити і продати у будь-який час протягом всього торгового дня, бо їх вартість, як вартість звичайних акцій, визначається поведінкою учасників торгів.
Торгівля акціями ETF-фондів відбувається на біржі безпосередньо. Купівля/продаж звичайних інвестиційних паїв здійснюється через уповноважених осіб, які можуть стягувати додаткові комісійні збори.

## Історія
- Перший ETF — Toronto Index Participation Fund (TIP 35), лістингованих на фондовій біржі Торонто в 1990 р.
- Перший американський ETF — Standard and Poor's 500 Depository Receipt (SPDR) було створено 1993 року за індексом S&P 500, торгувався під тікером SPY. Трейдери називали його англ. «Spyder» («Павук»).
- За SPDR пішли фонди Middies (MDY), який відстежував індекс S&P 400, Dow Diamonds (або DIA) — індекс Dow Jones Industrial Average, QQQ (QQQQ) — індекс NASDAQ-100.
- 1996 рік — на ринок вийшли Barclays Global Investors з iShares.
- 1998 рік — з'явилися і набули популярності Select Sectors SPDR, кожен з цих ETF представляв сектор S&P 500.
- За даними ETFGI на травень 2015 року існувало 4126 біржових інвестиційних фонди (5757 разом з Exchange Traded Products).
- Обсяг активів в ETF становив[коли?] 2,867 трлн дол (3,015 разом з Exchange Traded Products)
- Перший ETF на фізичний метал (золото) — FinEx Physically Held Gold ETF (перейменований в FinEx Gold ETF). Торги почалися 17 жовтня 2013 року
- Перший ETF на Ethereum. Торги почалися 2 жовтня 2023 року[1].
- Комісія з цінних паперів США (SEС), на початку березня 2024 року, схвалила перший ETF для біткойна[2].